# De Casibus Virorum Illustrium
De Casibus Virorum Illustrium és un recull de biografies d'homes famosos escrit per Giovanni Boccaccio i suposa la contrapart masculina del llibre De mulieribus claris, on escriu els perfils de les dones més cèlebres. El seu èxit va fer proliferar obres similars durant els finals de l'edat mitjana i l'edat moderna europea.
Les biografies tenen un doble propòsit didàctic: d'una banda instruir el públic perquè s'apropi a la història universal a través dels seus protagonistes i de l'altra alertar sobre la fortuna canviant i sobre la importància d'adherir-se a la moral cristiana com a única garantia davant la possibilitat de la desgràcia o de la mort sobtada. Malgrat el títol, apareixen algunes biografies de dones.

## Estructura i biografies
L'obra s'estructura en vuit llibres, cadascun dels quals conté diverses biografies amb breus comentaris de l'autor.
El primer llibre se centra en els principis i els homes que els exemplifiquen. S'inicia amb la vida del primer home, Adam. Li segueix Nimrod, el primer líder grupal, i posteriorment s'inclou la biografia del déu Saturn, iniciador en certa manera de la mitologia romana. Després ve Cadme, fundador de Tebes, i es contraposa al retrat de Jocasta, present tot i ser una dona per ser la mare d'Èdip. A la segona part del llibre continuen els assumptes grecs, amb els perfils de Tiestes, Atreu i tres reis més: Teseu, Príam i Agamèmnon. Finalitza el llibre I el retrat de Samsó.
El segon llibre continua la tradició bíblica que finalitzava el primer volum i es passa revista a tres reis israelites: Saül, Roboam i la reina Atalia que actua com a contrapunt i enllaça amb la infortunada Dido. A continuació es passa revista als governants de les diferents zones de l'antigor: Sardanapalos, Sedecies, Astíages de Mèdia o Cressus, tots ells els últims del seu llinatge o condició.
El llibre III enllaça amb la temàtica anterior amb el darrer rei romà, Tarquini el Superb, que serveix per avançar en el temps cap a l'antiguitat clàssica de nou, amb les biografies de Xerxes I de Pèrsia, Appi Claudi Cras Regil·lense Sabí, Alcibíades (general atenenc), Hanníbal Barca i Artaxerxes I de Pèrsia.
L'època antiga continua protagonitzant el quart volum, que augmenta la varietat de casos presentats amb Marc Manli Capitolí II, Dionís el Vell, Polícrates de Samos, Cal·lístenes d'Olint, el conegut Alexandre el Gran, Darios I el Gran i Èumenes de Càrdia. La diversitat biogràfica és el criteri d'inclusió, per mostrar que el destí afecta a homes de tot origen i condició. La reina Olímpia de l'Epir actua com a frontissa del volum, que continua amb els capítols dedicats a Agàtocles, Arsinoe I, Pirros i Arsínoe II.
El volum V aborda les vides de diversos líders: Seleuc I Nicàtor, Antígon el Borni, Atili Règul, Sifax, Antíoc I Sòter, Nicomedes I, Perseu de Macedònia, Filip V de Macedònia, Alexandre I Balas, Demetri Poliorcetes, Alexandre II Zabinas i Jugurta.
El llibre sisè sembla regir-se pel mateix criteri d'associació que l'anterior. Presenta les vides de Gai Mari, Cleòpatra VII, Mitridates VI Eupator, Orodes II de Pàrtia, Gneu Pompeu Magne, Ciceró i Marc Antoni, tots ells en un marc temporal similar i relacionats entre ells per la història política i militar romana.
El setè llibre és el més breu de l'obra i també inclou biografies de perfil variat, com són les d'Herodes el Gran, Tiberi, Calígula, Valèria Messal·lina, Neró i Vitel·li, totes elles part de l'Imperi Romà que actua com a nexe d'unió entre els diferents personatges.
El darrer llibre és l'únic que inclou les vides de personatges de l'edat mitjana juntament amb els clàssics antics, per demostrar que la tesi és vàlida també en temps de l'autor i no solament referida al passat. Per aquest motiu s'inicia amb la reflexió sobre Francesco Petrarca al costat de l'emperador romà Valerià I. Segueixen els perfils de Zenòbia, Dioclecià i Maximià. A continuació apareixen les vides de líders de diferents cultures: Galeri, Julià l'Apòstata, Radagais i el mític Rei Artús. Clou el volum una dona, Rosamunda, reina dels gèpides